# نوبوتو وو بروديوس

## معلومات الدراما
اسم الدراما : 野ブタ。をプロデュース
اسم الدراما بالروماجي : Nobuta wo Produce
النوع : دراما مدرسية
سنة العرض : 15 أكتوبر 2005
عدد الحلقات : 10 حلقات
القناة: NTV
نسبة المشاهدة : 16.89%
أغنية الشارة : سيشون أميغو لـ شوجي تو أكيرا (كاميناشي كازويا وياماشيتا توموهيسا)

## نبذة
كيريتاني شوجي.. طالب شعبي ينسجم مع الجميع، مع المشاغبين وغريبي الأطوار وحتى
الأشخاص الغريبين. لكن هناك شخص واحد لايطيقه شوجي وهذا الشخص هو كوسانو اكيرا.
بالنسبة لـ شوجي، اكيرا مجرد شخص مزعج، يضحك ويتصرف ويتكلم بطريقة هزلية دائماً. لكن
هذا يتغير حين يأتي طالب جديد إلى مدرستهم. كوتاني نوبوكي، فتاة لاتملك أي ثقة بنفسها,
حتى أنها ترضى بأن تكون محظ السخرية ومركز التنمر في المدرسة. عندها يتفق شوجي واكيرا
أن يستفيدوا من شبابهم ويقومون بـ إنتاج نوبوكو حتى تصبح الفتاة الشعبية الجديدة ولكن مع
شرط أن لا أن يعلم أحد عن العلاقة التي تجمعهم ومايفعلونه كـ فريق وإلا لن يتم الإنتاج.
شوجي واكيرا ونوبوتا.. تظهر لنا هنا العلاقة التي تتشكل بين ثلاثة اشخاص كل منهم في عالم
مختلف عن الآخر ولكن مع ذلك تجمعهم الظروف الاستثناية معاً وتتكون عندها الصداقة الحقيقية.

## الممثلون
كاميناشي كازويا في دور كيريتاني شوجي
يامشيتا توموهيسا في دور كوسانو اكيرا
هوريكيتا ماكي في دور كوتاني نوبوكي
تودا ايريكا في دور ايهارا ماريكو

## أغاني الدراما
- سيشون أميغو لـ شوجي تو أكيرا (كاميناشي كازويا ويامشيتا توموهيسا)

## بعد العرض
نسبة المشاهدة
- الحلقة الأولى : 16.1%
- الحلقة الثانية : 14.9%
- الحلقة الثالثة : 17.0%
- الحلقة الرابعة : 16.4%
- الحلقة الخامسة : 17.1%
- الحلقة السادسة : 17.7%
- الحلقة السابعة : 16.7%
- الحلقة الثامنة : 18.0%
- الحلقة التاسعة : 16.8%
- الحلقة العاشرة : 18.2%

متوسط نسبة المشاهدة :16.89%

## وصلات خارجية
- نوبوتو وو بروديوس على موقع IMDb (الإنجليزية)
- نوبوتو وو بروديوس على موقع فيلمافينيتي (الإسبانية)
- نوبوتو وو بروديوس على موقع كينوبويسك (الروسية)
- نوبوتو وو بروديوس على موقع ألو سيني (الفرنسية)
- نوبوتو وو بروديوس على موقع قاعدة بيانات الفيلم (الإنجليزية)